# Белогурово (Тверская область)
Белогурово — упразднённая деревня в Зубцовском районе Тверской области России. Ныне урочище на территории Зубцовского сельского поселения.

## География
Деревня расположена на реке Гостижа, вблизи урочищ Костоносово, Болтино, в 4 км на запад от окраины райцентра города Зубцов.

## История
В 1900 владельческая усадьба Зубцовского уезда Тверской губернии
Во время Великой Отечественной войны место кровопролитных боёв во время Ржевской битвы.
В ходе поисковых работ в урочище Белогурово был обнаружен блиндаж с попаданием, с останками 10 человек.

## Инфраструктура
Была владельческая усадьба.
Действовала Церковь Введенская. Построена в 1861 году, деревянная, не сохранилась. Известно, что в ней было два престола: главный Введения Пресвятой Богородицы и придельный Святителя Димитрия Ростовского.
Сохранилось кладбище близ речки Гостижа.

## Транспорт
Белогурово располагалось восточнее дороги из Лунево ведущей к речке Гостиже, по левую сторону Ржевского почтового тракта, от Зубцова (Выписка из справочника «XLIII. Тверская губерния. Список населенных мест по сведениям 1859 года»).